# Moviment Nacional Unit
El Moviment Nacional Unit (georgià ერთიანი ნაციონალური მოძრაობა Ertiani Nazionaluri Modsraoba, ENM) és un partit polític de Geòrgia. Va ser fundat l'octubre de 2001 per Mikheil Sakaixvili. Es tracta d'un partit reformista i que afavoreix vincles més estrets amb l'OTAN i la Unió Europea, així com la restauració del control central sobre els separatistes d'Abkhàzia i Ossètia del Sud.

## Programa polític
Els dirigents del partit es defineixen com a liberal-conservadors. El setembre de 2007, el partit es va convertir en un membre observador del Partit Popular Europeu (PPE). La seva ideologia política s'ha traslladat de centreesquerra a centredreta des de la Revolució de les Roses, i combina polítiques econòmica i cultural amb el nacionalisme liberal cívic. Les seves principals prioritats polítiques inclouen també la millora dels serveis socials per als pobres, grup que constituïx el seu principal suport; lluita contra la corrupció i la reducció d'obstacles administratius per a fer negocis.

## Història
Mikheïl Sakaixvili i altres dirigents de l'oposició van formar una "Aliança del Poble Unit" el novembre de 2003 per a reunir a les Nacions Unides per al Moviment, els Demòcrates Units, la Unió de Solidaritat Nacional i el moviment juvenil "Kmara" en una aliança contra el govern del president Eduard Xevardnadze. El Moviment Nacional Unit i els seus socis en l'oposició van ocupar un paper central en novembre de 2003 la crisi política que va concloure en la dimissió forçada del President Xevardnadze.

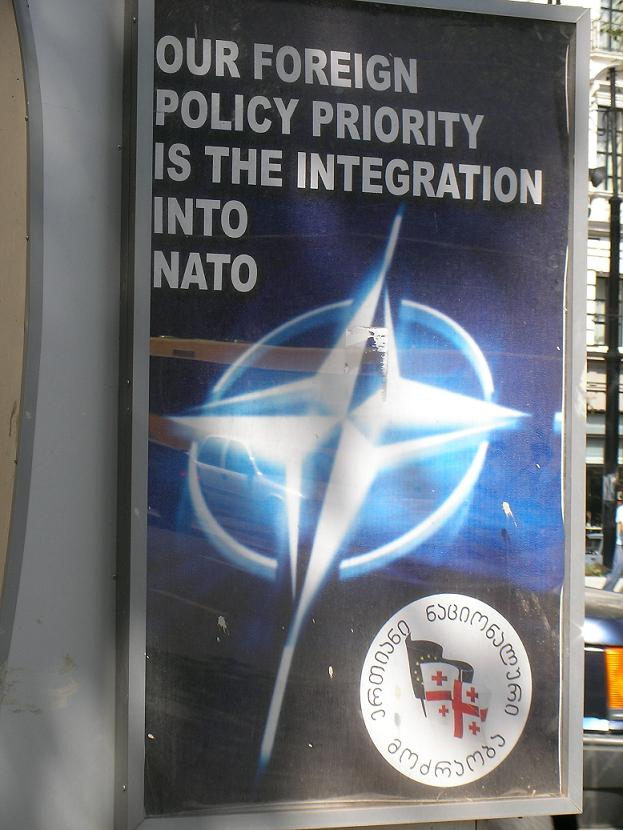
Cartell electoral a Tbilissi

Els partits de l'oposició van impugnar el resultat de les eleccions legislatives georgianes de 2003, que els observadors locals i internacionals havien criticat per nombroses irregularitats. Després de la caiguda de Xevardnadze, el partit uní forces amb els Demòcrates Units i la Unió Nacional de Solidaritat per a promoure a Sakaixvili com el principal candidat de l'oposició a les eleccions presidencials georgianes de 2004, que va guanyar per una majoria aclaparadora.
El Moviment Nacional Unit i els Demòcrates Units es van unir el 5 de febrer de 2004. El MNU conserva el seu nom però la seva facció parlamentària es diu Moviment Nacional- Demòcrates. Mikheil Sakaixvili va anunciar el maig de 2008 la seva confiança en la victòria del seu partit en les enquestes parlamentàries enmig de temors d'inestabilitat política, i l'augment de les tensions entre Geòrgia i Rússia. Finalment, a les eleccions legislatives georgianes de 2008 va aconseguir el 63% dels vots.

## Resultats electorals

### Parlamentàries
| Any  | Lider               | Vots      | %     | Escons    | +/– | Pos. | Govern   | Coalició                   |
| ---- | ------------------- | --------- | ----- | --------- | --- | ---- | -------- | -------------------------- |
| 2003 | Mikhail Saakashvili | 345,197   | 18.1  | 42 / 235  | Nou | 3r   | Oposició | Indep.                     |
| 2004 | Nino Burjanadze     | 1,027,070 | 67.0  | 135 / 150 | 93  | 1r   | Govern   | NM-D                       |
| 2008 | Davit Bakradze      | 1,050,237 | 59.18 | 119 / 150 | 16  | = 1r | Govern   | Indep.                     |
| 2012 | Vano Merabishvili   | 873,233   | 40.34 | 65 / 150  | 54  | 2n   | Oposició | Indep.                     |
| 2016 | Davit Bakradze      | 477,143   | 27.11 | 27 / 150  | 38  | = 2n | Oposició | UNM                        |
| 2020 | Mikhail Saakashvili | 523,127   | 27.18 | 25 / 150  | 2   | = 2n | Oposició | La Força està en la Unitat |
| 2024 | Tina Bokuchava      | 211,216   | 10.17 | 8 / 150   | 17  | 3r   | Oposició | U-NM                       |